# Base Mundial de Datos sobre Marcas
La Base Mundial de Datos sobre Marcas (en inglés: Global Brand Database) es una base de datos en línea gratuita desarrollada y mantenida por la Organización Mundial de la Propiedad Intelectual (OMPI). Es un recurso global de información sobre marcas que proporciona a los usuarios acceso a una amplia colección de registros de marcas internacionales. La base de datos ofrece información valiosa y herramientas de búsqueda para ayudar a los propietarios de marcas, profesionales e investigadores a proteger y gestionar marcas en todo el mundo. Ayuda en las búsquedas de autorización de marcas, actividades de monitoreo y cumplimiento de marcas, identificación de posibles conflictos, seguimiento de solicitudes y registros de marcas y en la adopción de las acciones legales necesarias para salvaguardar los derechos de propiedad intelectual. Los investigadores y los responsables de la formulación de políticas también utilizan la base de datos accediendo a los datos de marcas comerciales para fines de análisis, desarrollo de políticas e investigación académica.

## Historia
La Base Mundial de Datos sobre Marcas se lanzó oficialmente en 2011. Fue diseñado para proporcionar una plataforma única de búsqueda y recuperación de registros de marcas de varias bases de datos nacionales e internacionales. Un par de años después alcanzó los 10 millones de registros. En 2017, la base de datos poseía 30 millones de entradas. Durante los años siguientes, la base de datos continuó evolucionando y ampliando sus funcionalidades.
En 2019, la OMPI anunció que la base de datos podría utilizarse para buscar marcas figurativas basadas en tecnología de inteligencia artificial.

## Contenido
La base de datos proporciona acceso a una amplia colección de registros de marcas provenientes de oficinas de marcas nacionales e internacionales. Cubre las marcas registradas bajo el Sistema de Madrid para el Registro Internacional de Marcas, los emblemas estatales protegidos bajo el artículo 6ter de la Convención de París  y las indicaciones geográficas bajo el Arreglo de Lisboa, las Denominaciones Comunes Internacionalesde la OMS, la colección de la EUIPO, así como las oficinas nacionales de marcas de diferentes países. Los usuarios pueden buscar marcas registradas en múltiples jurisdicciones, lo que lo convierte en un recurso valioso para la protección de marcas globales.